# Basket Case 2
Basket Case 2 es una película de terror / comedia escrita y dirigida por Frank Henenlotter en 1990 y lanzada en DVD por Synapse Films el 30 de octubre de 2007. Es una secuela de Basket Case. Es lanzada en DVD por Sony Pictures Home Entertainment el 4 de agosto de 2002.

## Trama
En la primera parte de la trilogía, los hermanos entraron en una situación difícil en la que iban a saltar por las ventanas del hotel. La segunda parte de la trilogía comienza con el momento en que son llevados a un hospital, donde los médicos inesperadamente revelan la existencia de un monstruo deforme. Poco después, su existencia se conoce a través de los medios de comunicación, que dan una información sensacionalista de su deformidad.
A través de programas de televisión dedicados a los gemelos, encuentra a una familiar, la tía Ruth. Tía Ruth y su hija Susan ayudan a los gemelos a escapar del hospital, escondiéndose en su enorme mansión. El buen corazón de tía Ruth esconde en su casa toda una horda de monstruos y mutantes. Monstruos deformes de todas las formas y tamaños se sienten seguros en la casa de la tía Ruth, lejos de la humillación, la discriminación y el estigma social. Pero los medios de comunicación, hambrientos de sensaciones, se las arreglan para obtener información sobre la existencia de este refugio para los miembros inusuales de la sociedad. Y de nuevo comienza la búsqueda del sensacionalismo, con todo tipo de hostigamiento y persecución hacia la sociedad de marginados. Para acabar, Dwayne Bradley, su hermano, su tía Ruth y sus protegidos sobrinos desarrollan un plan astuto contra los periodistas de la televisión, una venganza.

## Reparto
- Kevin Van Hentenryck es Duane Bradley.
- Judy Grafe es mujer del noticiario.
- Annie Ross es Granny Ruth.
- Heather Rattray es Susan.
- Beverly Bonner es Casey.
- Chad Brown es hombre del noticiario.
- Leonard Jackson es policía.